# 大花八角
大花八角（学名：Illicium macranthum）是八角茴香科八角属的植物，是中国的特有植物。分布于中国大陆的云南等地，生长于海拔1,650米至2,800米的地区，常生于山坡以及山顶林中，目前尚未由人工引种栽培。

## 别名
恨叶树（云南腾冲）